# Morti nel 1304
| Questa pagina contiene informazioni ricavate automaticamente dalle voci biografiche con l'ausilio del template Bio e di un bot. L'aggiornamento è periodico e automatico e ricostruisce completamente la pagina. Se manca una persona in questa lista, sei pregato di non aggiungerla, ma accertati piuttosto che la sua voce biografica contenga il template Bio e che i dati anagrafici siano correttamente compilati. Se il template Bio manca, inseriscilo tu stesso o, in alternativa, metti l'avviso {{tmp\|Bio}} che ne segnala la mancanza. Se i dati riportati sono sbagliati, correggi direttamente la voce biografica; le modifiche saranno visibili in questa lista entro pochi giorni. Per chiarimenti vedi il progetto biografie. La lista contiene solo le 32 persone che sono citate nell'enciclopedia e per le quali è stato implementato correttamente il template Bio. Pagina aggiornata al 10 ago 2025. |

- 15 gennaio - Giacomo l'Elemosiniere, beato italiano
- 7 marzo - Bartolomeo I della Scala, condottiero italiano (n. 1270)
- 15 marzo - Robert Bruce, VI signore di Annandale, nobile e cavaliere medievale scozzese (n. 1243)
- 11 aprile - Matilde de Lacy, nobile irlandese (n. 1230)
- 27 aprile - Pietro Armengol, religioso spagnolo (n. 1238)
- 11 maggio - Ghazan Khan, sovrano mongolo (n. 1271)
- 23 maggio - Jehan de Lescurel, poeta e compositore francese
- 1º giugno - Giovanni Pelingotto, religioso italiano (n. 1240)
- 6 giugno - Abu Sa'id Uthman I, sovrano
- 11 giugno - Alberto di Löwenstein-Schenkenberg, nobile austriaco
- 7 luglio - Papa Benedetto XI, papa, vescovo cattolico e cardinale italiano (n. 1240)
- 27 luglio - Andrea III di Vladimir, sovrano russo (n. 1260)
- 1º agosto - Pierre de Lamanon, vescovo cattolico francese
- 10 agosto - Martino di Dacia, presbitero, filosofo e teologo danese
- 17 agosto - Go-Fukakusa, imperatore giapponese (n. 1243)
- 22 agosto - Giovanni I di Hainaut, nobile olandese (n. 1247)
- 4 settembre - Enrico II di Rodez, nobile francese
- 5 settembre - Rüdiger Manesse, politico svizzero
- 28 settembre - Elisabetta di Kalisz, nobile tedesca (n. 1263)
- 29 settembre - Agnese di Brandeburgo, regina danese (n. 1257)
- 29 settembre - Giovanni de Warenne, VI conte di Surrey, nobile e militare britannico (n. 1231)
- 11 ottobre - Corrado II di Slesia, patriarca cattolico tedesco (n. 1260)
- 1º novembre - Ranieri dal Borgo, religioso italiano
- 23 dicembre - Matilde d'Asburgo, duchessa (n. 1253)
- Giovanni d'Arborea, sovrano
- William Marsfeld, cardinale e teologo inglese
- Gianciotto Malatesta, politico e condottiero italiano
- Mladen I Šubić, nobile croato
- Riccardo II Orsini, nobile italiano (n. 1250)
- Pietro da Treia, beato italiano (n. 1227)
- Guido di Lusignano, cavaliere medievale francese (n. 1275)
- Jacob ben Machir ibn Tibbon, astronomo, medico e traduttore francese (n. 1236)